# Parallelodiplosis florida
Parallelodiplosis florida är en tvåvingeart som först beskrevs av Ephraim Porter Felt 1908.  Parallelodiplosis florida ingår i släktet Parallelodiplosis, och familjen gallmyggor.
Artens utbredningsområde är Florida. Inga underarter finns listade i Catalogue of Life.